# Depravation
Depravation – drugi album studyjny deathmetalowego zespołu Anal Vomit wydany 28 listopada 2007 roku przez wytwórnię From Beyond Productions.

## Lista utworów
1. „Alcoholocausto” – 3:08
2. „Prevail the Cult” – 2:47
3. „Ghedeom” – 2:40
4. „Bestial Possession” – 3:40
5. „Depravation” – 2:09
6. „Escupe la cruz” – 3:37
7. „Entry to the Underworld” – 4:13
8. „Hell Command” – 3:17
9. „Bajo el tridente de fuego” – 4:14
10. „Avern's Goddess” (cover Hadez) – 3:19

## Twórcy
| Anal Vomit w składzie - Toñín Destructor – perkusja - Roy Noizer – gitary - Milo Possessor – wokal, gitara basowa | Personel - Thorncross – projekt graficzny (vinyl) - Juanjo Castellano – projekt graficzny (CD) - Saúl Cornejo – realizacja nagrań, miksowanie, mastering - Miguel Yance – miksowanie, mastering |